# Melanichneumon lissorufus
Melanichneumon lissorufus là một loài tò vò trong họ Ichneumonidae.